# Western Writers of America
Die Western Writers of America sind ein Schriftstellerverband, der 1953 gegründet wurde mit dem Ziel, die Westernliteratur zu fördern. Gegründet wurde der Verband vor allem von Autoren, die traditionelle Westerngeschichte schrieben. Er wuchs jedoch schnell, was dazu führte, dass bald auch Sachbuchautoren, Historiker und andere Schriftsteller, die sich nur am Rande mit Western-Themen beschäftigen, Mitglied wurden.
2005 hatte der Verband über 500 Mitglieder. Einmal jährlich findet eine Konferenz, in der Regel im Westen der USA, statt. Der Verband vergibt die Spur Awards, die seit 1953 jährlich vergeben werden und zwar für den besten Roman, die beste Novelle oder lange Erzählung, den besten Roman in Taschenbuchform, die beste Kurzgeschichte und das beste Sachbuch. Dazu gibt es weitere Preise für Biografien, Jugendbücher, Drehbücher und Verfilmungen.
Seit 1994 gibt der Verband die Zeitschrift Roundup Magazine (ISSN 1081-2229) heraus. Vorgänger dieser Zeitschrift waren The roundup quarterly bzw. Roundup.